# Кріста Вольф
Кріста Вольф (нім. Christa Wolf; уродж. Іленфельд, нім. Ihlenfeld; 18 березня 1929, Ландсберг-на-Варті — 1 грудня 2011, Берлін) — німецька письменниця.

## Біографія
Кріста Вольф народилася в сім'ї комерсанта Отто Іленфельда в Ландсберґу-на-Варті, де до початку Другої світової війни ходила в школу. 1945 року, після переселення, сім'я Іленфельдів опинилася у Мекленбурґу. Кріста працювала друкаркою у бургомістра села Гаммелін поблизу Шверіна. В 1949 році закінчила школу в Бад-Франкенхаузені й того ж року вступила в СЄПН. Кріста Вольф була членом СЄПН до червня 1989 ріку. А з 1949 по 1953 рік Кріста Вольф вивчала германістику в Єні і Ляйпцигу. В 1951 році вийшла заміж за письменника Герхарда Вольфа. Через рік народилася їхня перша донька Аннетта.

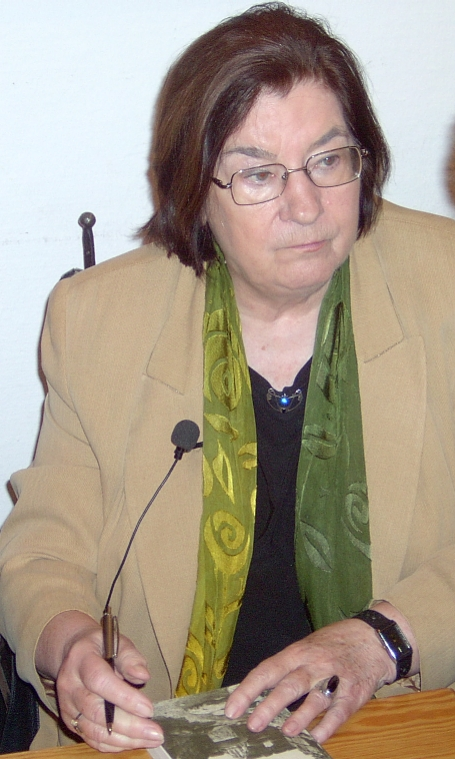
Кріста Вольф. Березень 2007

Кріста працювала науковою співробітницею Німецького союзу письменників і редакторкою в різних видавництвах та журналах. В 1955—1977 роках очолювала спілку письменників НДР. Через чотири роки після народження першої дитини, на світ з'явилася дочка Катрін. В 1974 році Крісту Вольф прийняли в Академію мистецтв НДР. Ще в 1972 році вона побувала в Парижі, в 1984 році її обрано членом Європейської академії наук, мистецтв і літератури в Парижі. Через два роки вона вступила в Вільну академію мистецтв (Гамбург). В 1976 році авторку, яка підписала відкритий лист проти позбавлення громадянства Вольфа Бірмана, виключили зі Спілки письменників НДР. Кріста Вольф багато подорожувала, зокрема Швецією, Фінляндією, Францією і США, де отримала ступінь почесного доктора Університету штату Огайо. Вольф вважають однією з найвідоміших сучасних письменниць Німеччини. Її твори перекладено багатьма мовами світу.
На початку 1990-х років стало відомо про співпрацю Крісти Вольф з Міністерством державної безпеки НДР як позаштатного співробітника. У цей час вона склала три доповідні про свої зустрічі, в яких були виключно позитивні характеристики. Бурхливу увагу громадськості до цього факту, а також критику за свої одкровення Кріста Вольф розцінила як несправедливу розплату за її минуле в НДР. Щоб уникнути цькування, письменниця змушена була на кілька років залишити Німеччину, переселившись до Каліфорнії.

### Твори
- Московська новела , 1961
- Розколоте небо , 1963
- Роздуми про Крісті Т., 1968
- Lesen und Schreiben. Aufsätze und Betrachtungen , 1972
- Тіль Уленшпігель , 1972
- Unter den Linden. Drei unwahrscheinliche Geschichten , 1974
- Kindheitsmuster , 1976
- Немає місця. Ніде , 1979 (рус.пер. 1983)
- Fortgesetzter Versuch. Aufsätze, Gespräche, Essays ; 1979
- Geschlechtertausch. Drei Erzählungen , zus. m. Sarah Kirsch und Irmtraud Morgner, 1980
- Lesen und Schreiben. Neue Sammlung , 1980
- Кассандра , 1983 (ISBN 3-423-11870-9)
- Voraussetzungen einer Erzählung: Kassandra. Frankfurter Poetik-Vorlesungen , 1983
- Ins Ungebundene gehet eine Sehnsucht. Gesprächsraum Romantik. Prosa. Essays , zus. m. Gerhard Wolf', 1985
- Die Dimension des Autors. Essays und Aufsätze, Reden und Gespräche. 1959—1985 , 1986
- Аварія. Хроніка одного дня  ( Störfall. Nachrichten eines Tages ), 1987
- Ansprachen , 1988
- Sommerstück , 1989
- Was bleibt. Erzählung , 1990 (entstanden 1979)
- Reden im Herbst , 1990
- Sei gegrüßt und lebe. Eine Freundschaft in Briefen, 1964—1973. Christa Wolf und Brigitte Reimann , hg. v. A. Drescher, 1993
- Auf dem Weg nach Tabou. Texte 1990—1994 , 1994.
- Christa Wolf und Franz Fühmann. Monsieur — wir finden uns wieder. Briefe 1968—1984 , hg. v. A. Drescher, 1995.
- Медея: голоси / Medea: Stimmen , 1996.  (ISBN 3-423-25157-3)
- Hierzulande Andernorts. Erzählungen und andere Texte 1994—1998 , 1999. (ISBN 3-423-12854-2)
- Leibhaftig. Erzählung , 2002  (ISBN 3-630-62064-7)
- Ein Tag im Jahr. 1960—2000 , 2003  (ISBN 3-630-87149-6) Leseprobe (Vorwort und Eintrag für 1960) [Архівовано 12 грудня 2009 у Wayback Machine.]
- Mit anderem Blick. Erzählungen 2005 Suhrkamp (ISBN 3-518-41720-7)
- Місто янголів, або Пальто д-ра Фройда / Stadt der Engel oder The Overcoat of Dr. Freud. 2010. Suhrkamp (ISBN 978-3-518-42050-8)

## Видання російською мовою
- Вибране. М .: Художня література, 1979
- Вибране. М .: Радуга, 1988
- Образи дитинства. М .: Художня література, 1989
- Кассандра. Медея. Літній етюд. М .: АСТ; Олімп, 2001.
- Роздуми про Крісті Т. СПб .: Азбука-Классика, 2004
- Кріста Вольф в  журнальному залі  [Архівовано 21 червня 2019 у Wayback Machine.]